# Кузів Богдан Богданович
Богдан Богданович Кузів (нар. 4 грудня 1965, с. Озеряни, Івано-Франківська область) — український живописець, графік. Член Національної спілки художників України (2012). Чоловік Оксани, батько Ореста-Василя Кузівих. 

## Життєпис
Богдан Кузів народився 4 грудня 1965 року в селі Озерянах, нині Бурштинської громади Івано-Франківського району Івано-Франківської области України.
1994 року закінчив художньо-графічний факультет Прикарпатського університету (м. Івано-Франківськ, викладачі М. Канюс, М. Фіґоль). Працював у Польщі (1995—1999), навчався і працював художником у Римі (2001, Італія).
Від 2004 — учасник обласних, всеукраїнських та міжнародних виставок. Персональні — в Івано-Франківську (2010, 2013, 2015), Чернівцях (2011), Галичі (2011), Афінах (Греція, 2012), Львові (2018). Кілька творів зберігаються в Музеї мистецтв Прикарпаття (м. Івано-Франківськ).

## Нагороди
- Міжнародна мистецька премія імені Іллі Рєпіна (2021) — за живописне оспівування краси рідного краю та України[6];
- Івано-Франківська обласна премія імені Ярослава Лукавецького (2015)[7];
- диплом переможця Міжнародного мистецького пленеру-конкурсу «Кращий художник The Best artist — 2019»[8];
- медаль «За відродження України»[8].